# ملك الحي (فلم مكسيكي)
ملك الحي (الأسبانية:El rey del barrio) ، هو فيلم مكسيكي من عام 1950. من إخراج جيلبرتو مارتينيز سولاريس.

## ألقى
- خيرمان فالديز: تين تان
- سيلفيا بينال: كارميليتا
- مارسيلو تشافيز: بوليسيا
- فاني كوفمان: لا نينا
- خوان غارسيا: البيرالفيلو
- يولاندا مونتس: نفسها
- رامون فالديس: نورتينو

## روابط خارجية
- مقالات تستعمل روابط فنية بلا صلة مع ويكي بيانات